# Сорокуш плямистий
Сороку́ш плямистий (Thamnophilus punctatus) — вид горобцеподібних птахів родини сорокушових (Thamnophilidae). Мешкає в Південній Америці.

## Опис
Довжина птаха становить 13-15 см, вага 19-21 г. Виду притаманний статевий диморфізм. Тім'я в самця чорне або рудувато-коричневе, лоб і спина сірі з окремими чорними плямками. На хвості, спині і крилах білі плями. Хвіст чорний, нижня частина тіла сіра. Тім'я самиці оливкове, верхня частина тіла жовтувато-оливково-коричнева з окремими чорними плямками. Хвіст рудувато-жовто-коричневий, нижня частина тіла оливково-зелена.

## Підвиди
Виділяють чотири підвиди:
- T. p. interpositus Hartert, E & Goodson, 1917 — східна Колумбія і західна Венесуела;
- T. p. punctatus (Shaw, 1809) — східна Венесуела, Гаяна, Французька Гвіана, Суринам, північна Бразилія;
- T. p. leucogaster Hellmayr, 1924 — долина річки Мараньйон (південний Еквадор і північне Перу);
- T. p. huallagae Carriker, 1934 — долина річки Уайяґа (північне Перу).

Деякі дослідники виділяють перуанські і еквадорські популяції в окремий вид Thamnophilus leucogaster.

## Поширення і екологія
Плямисті сорокуші мешкають на Гвіанському нагір'ї і в передгір'ях східних Анд. Вони живуть у вологих рівнинних і гірських тропічних лісах на висоті до 600 м над рівнем моря. у Венесуелі деякі популяції мешкають на висоті до 1500 м над рівнем моря, а в долині річки Мараньйон на висоті до 1200 м над рівнем моря